# Livistona humilis
Livistona humilis là loài thực vật có hoa thuộc họ Arecaceae. Loài này được R.Br. mô tả khoa học đầu tiên năm 1810.

## Hình ảnh

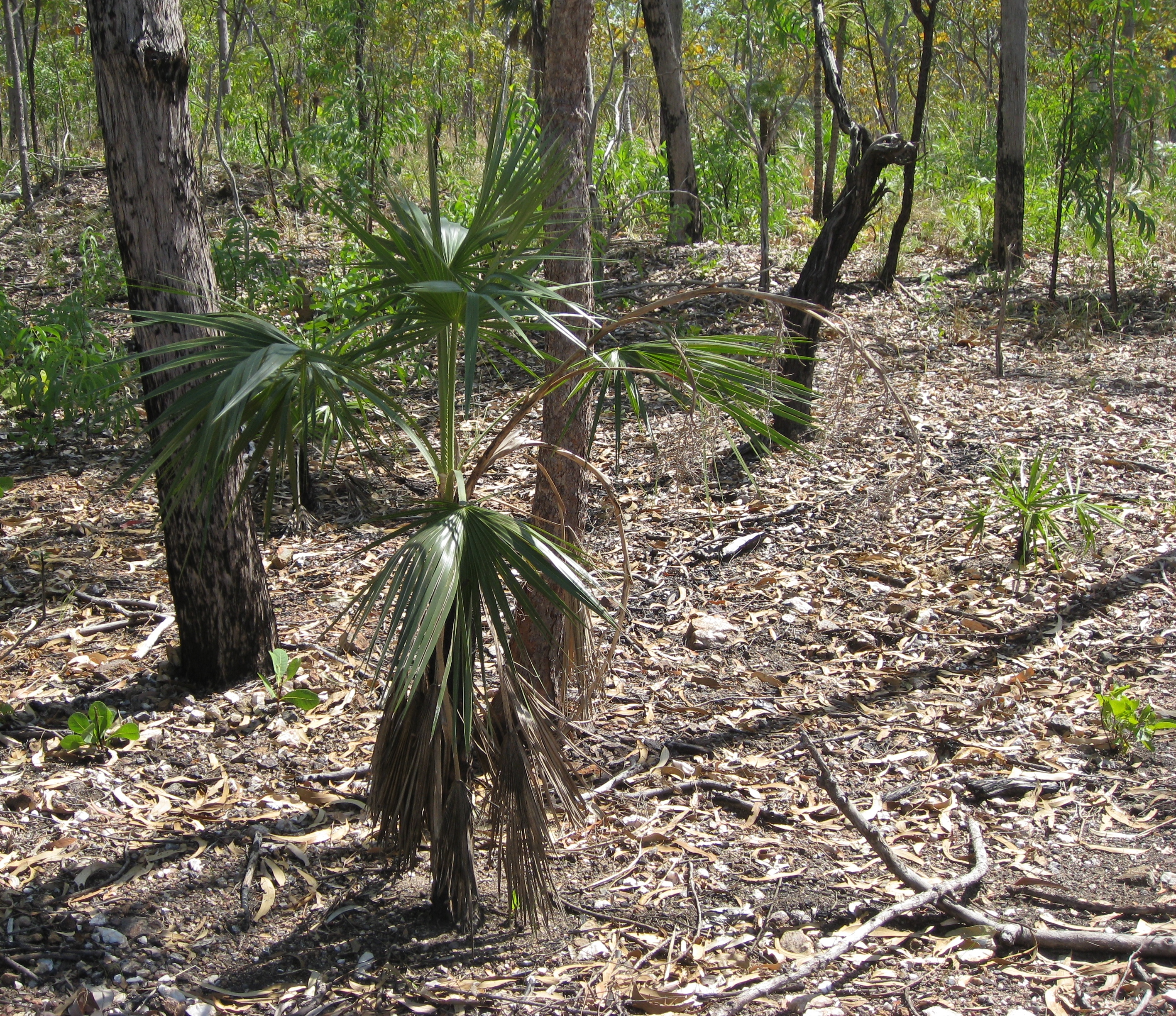
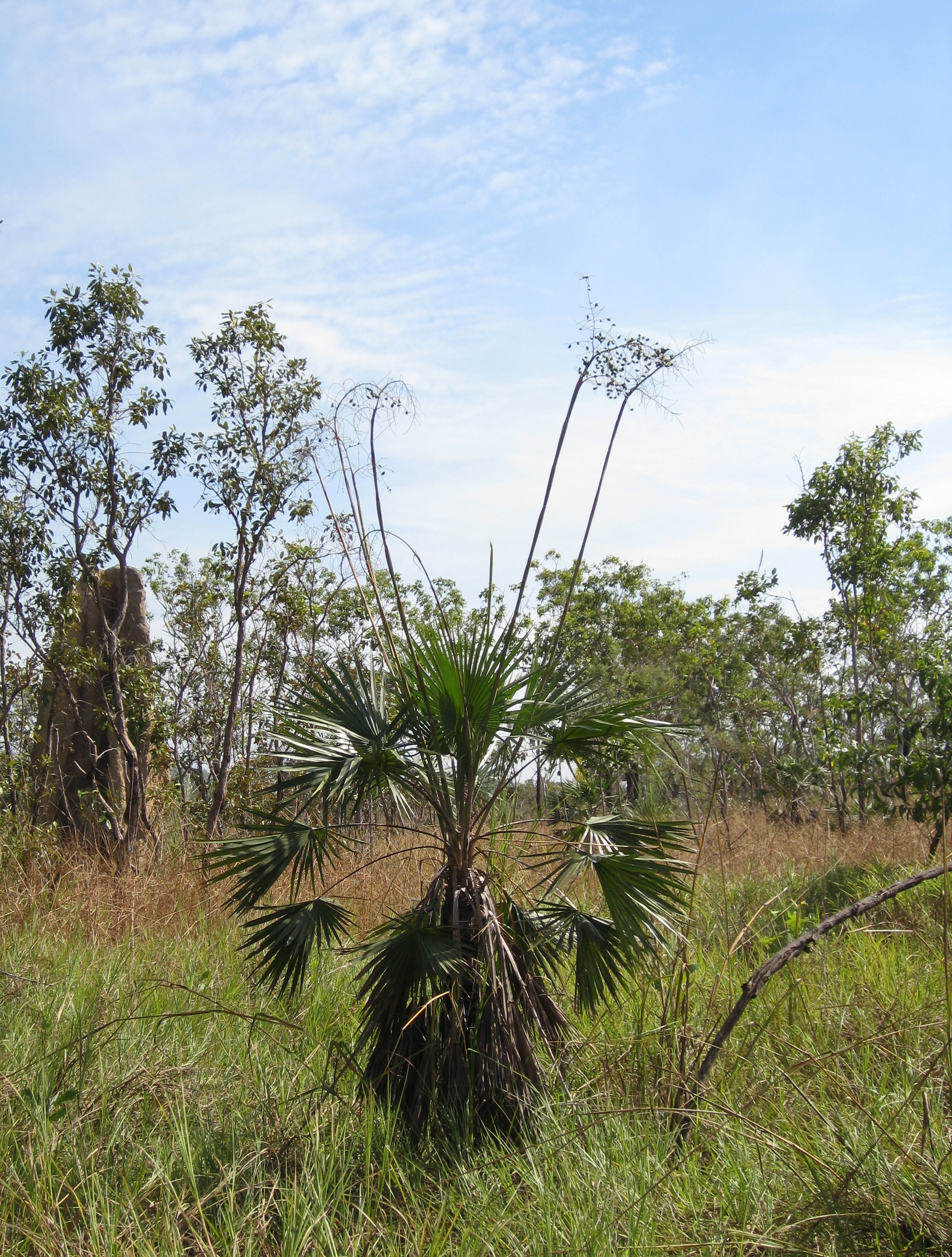